# A Scream in the Dark
Pour plus de détails, voir Fiche technique et Distribution.
A Scream in the Dark est un film américain réalisé par George Sherman, sorti en 1943.

## Fiche technique
- Titre : A Scream in the Dark
- Réalisation : George Sherman
- Scénario : Gerald Schnitzer et Anthony Coldeway d'après The Morgue is Always Open de Jerome Odlum
- Décors : Otto Siegel
- Photographie : Reggie Lanning
- Montage : Arthur Roberts
- Pays de production : États-Unis
- Format : Noir et blanc - 1,37:1
- Genre : policier
- Durée : 55 minutes
- Date de sortie : 1943

## Distribution
- Robert Lowery : Mike Brooker
- Marie McDonald : Joan Allen
- Edward Brophy : Eddie Tough
- Elizabeth Russell : Muriel
- Hobart Cavanaugh : Leo Stark
- Wally Vernon : Klousky
- Jack La Rue : Lieutenant Cross
- Frank Fenton : Sam 'Benny' Lackey
- Linda Brent (en) : Stella
- William Haade : Gerald Messenger
- Arthur Loft : Norton
- Kitty McHugh (en) : Maisie